# 스모키 조 우드
하워드 엘스워스 "스모키 조" 우드(Howard Ellsworth "Smoky Joe" Wood, 1889년 10월 25일 ~ 1985년 7월 27일)는 미국의 전 프로 야구 선수로, 메이저 리그 베이스볼에서 투수와 외야수로 활약했다. 통산 11개의 시즌 동안 아메리칸 리그의 보스턴 레드삭스와 클리블랜드 인디언스에서 활약하였다.

## 초기 경력
미주리주 캔자스시티에서 태어난 "스모키 조"는 콜로라도주 우레이있는 지방 광부들을 위하여 자신의 첫 아마추어 야구를 하였다. 우드는 대부분 여성들로 이루어진 "블루머 걸스"와 자신의 선수 데뷔를 이루었다. 남성 팀들을 상대로 시범 경기들에서 지방 유세를 한 국가를 가로질러 이런 많은 팀들이 있었다. 블루머 걸스는 최소한 한 남성 선수를 명부에 올렸다.
1950년 빌 스턴의 스포츠 뉴스 영화 라디오 프로그램에 특별 출연한 보스턴 레드삭스의 스타 선수 테드 윌리엄스는 레드삭스가 그를 계약맺을 때 우드가 여성 팀에 여성으로서 포즈하고 있었다는 이야기를 말했다.
1908년 18세의 나이로 레드삭스에 가입한 후, 우드는 자신이 23개의 경기를 우승한 1911년 돌파의 시즌을 가져 2.02의 방어율을 수집하였고, 세인트루이스 브라운스를 상대로 무안타를 던져 단 하나의 경기에서 15명의 타자를 스트라이크아웃 시켰다. 우드는 한번 시범 경기에서 23명의 타자를 스트라이크아웃 시켰다. 그는 자신의 강렬한 패스트볼 때문에 "스모키 조"라는 별명이 붙었다. 우드는 근본의 책 〈The Glory of Their Times〉에서 "난 나의 팔이 나의 몸에 날아갈 줄 알고 아주 강하게 던졌다."고 자세히 말했다.
그의 동료들은 동의하였다. 공동적인 용어를 얻은 이야기는 전설적인 패스트볼 선수이자 같은 시기의 투수 월터 존슨이 한번 "내가 조 우드보다 더욱 강하게 던질 수 있을까? 내 말을 들어라, 친구. 스모키 조 우드보다 더욱 강하게 던질 수 있을 살아있는 남자는 없다!"고 말한 것이었다. 그러나 존슨의 손자에 의하여 쓰여진 그의 전기 〈Baseball's Big Train〉에서 이 진술은 60년의 세월 후에 위조 인용으로 스모키 조의 후손에게 밝혀졌다. 우드는 "오, 난 월터보다 더욱 빠른 선수는 아무도 없었다고 생각한다."고 말하였다. 보통 자기를 내세우지 않거나 엄밀하게 지내온 존슨은 2개 혹은 3개의 이닝을 위하여 자신이 할 수 있던 것만큼 우드가 열심히 던질 수 있었다고 말하였으나 그의 배달은 그의 팔에 많은 긴장을 놓았다. 존슨은 광전 효과의 방식과 함께 측량된 아무 선수보다 6.1 시속이나 빠른 속력을 가졌으나 우드는 1917년에 시험될 때 이미 경력을 바꾸은 부상을 가졌다.

## 1912년 시즌
우드의 최고 시즌은 자신이 5개 만의 경기를 패하고 34개를 우승한 1912년에 왔으며, 1.91의 방어율을 가지고 258명의 타자를 스트라이크아웃 시켰으며 33선발승으로 그 해 최다 선발승 타이틀을 차지했지만 그 이후 아메리칸 리그에서는 30선발승 이상 기록한 투수가 없었으나 1968년 데니 맥클레인이 31선발승으로 56년 만에 아메리칸 리그 30선발승 이상 투수가 됐지만 그 이후 명맥이 끊겼는데 우드는 1912년 5선발패로 1900년 이후 역대 30선발승 이상 투수 중 최소패 기록을 가지고 있다. 1900년 이래 총수로 6번째로 최고로 지내온 우드의 34개의 우승과 함께 투수들은 21번 밖에 30개 혹은 이상의 경기를 우승하였다.
9월 6일 우드는 펜웨이 파크에서 열린 투구 결투에서 존슨을 향하였다. 당시 우드는 13개의 연속적 경기 우승을 가졌고 존슨은 자신 소유의 16개의 연속적 경기 우승의 아메리칸 리그 기록이 재빨리 회복되었다. 당시 신문들은 짝짓기를 헤비급 상의 싸움과 그날 29,000명의 관중들로 체워진 입석 외 만원 같이 과대 선전을 하였다. 6번째 이닝에서 2개의 아웃과 함께 레드삭스의 트리스 스피커가 1 대 2의 카운트에 좌익으로 2루타를 치고, 더피 루이스가 2루타와 함께 그를 우익 라인으로 쓰러뜨릴 때 5개의 이닝을 통하여 무득점의 시합을 동점 매기는 데 결투하였다. 그 동안 우드는 2개 만의 안타와 무득점을 내어주었고, 레드삭스는 1 대 0으로 이겼다.
드라마에서 동등하게 강제적이던 우드의 레드삭스는 역사적인 그해의 월드 시리즈에서 존 맥그로의 뉴욕 자이언츠를 향하였다. 7개의 폐막 경기에서 끝까지 맹렬하게 싸운 팀들은 훗날의 명예의 전당 헌액자 크리스티 매슈슨이 자이언츠를 위하여 출발하면서 펜웨이 파크에서 열린 결정적 8번째 경기를 위하여 만났다. 7번째 이닝의 말기에서 레드삭스가 1 대 1의 득점을 동점매긴 후, 우드는 투수를 맡으러 왔다. 그는 8번째와 9번째 이닝에서 매슈슨과 시합을 가져 경기는 여분의 이닝들로 들어갔다. 10번째 이닝의 정상에서 프레드 머클이 1루타와 함께 우드를 득점에서 쓰러뜨려야 했다. 그러나 10번째 이닝의 말기에서 우드를 위하여 대타자로 나선 클라이드 엥글은 중견수에서 프레드 스노드그래스에게 쉬운 플라이볼을 치고, 스노드그래스는 공을 떨어뜨렸다. 새로운 인생이 주어진 "스노드그래스 머프"는 1개의 득점 부족을 정복하는 데 스피커와 래리 가드너가 각각 충돌되면서 자이언츠에 비용을 들였다. 우드와 레드삭스는 3 대 2의 경기와 4 대 3 대 1의 시리즈를 우승하였다. 우드를 위하여 경기는 하나의 패배에 시리즈에서 그의 3번째 우승이었다. 그는 한 경기에서 11명의 타자를 스트라이크아웃 시켜 월드 시리즈 경기에서 2자리 수의 스트라이크아웃들을 기록하는 데 첫 투수가 되었다.

## 포지션 선수
이어진 해에 우드는 디트로이트 타이거스를 상대로 경기에서 번트를 수비하는 동안 젖은 잔디에 미끄러졌다. 그는 떨어져 자신의 엄지손가락이 부러져 이어진 3개의 시즌을 위하여 고통에 투구하였다. 자신이 우승 리곡과 낮은 방어율을 유지하였어도 그가 경기에 투구로부터 더 이상 빠르게 회복될 수 없으면서 그의 출연들은 제한되었다. 우드는 1916년 시즌과 1917년 시즌의 대부분을 위하여 필드의 밖에 앉았고, 전부의 목적들과 결심들로 자신의 투수 경력을 끝냈다.
1917년 시즌의 후기에 우드는 자신이 전 동료 선수 트리스 스피커에 재가입한 클리블랜드 인디언스로 이적되었다. 배트와 함께 항상 익숙한 그는 2번째 경력에 착수하여 자신의 전 동료 선수 베이브 루스 같이 우드는 외야수로서 자신의 경력을 끝냈다. 그의 타구 통계들은 루스의 것들보다 더욱 멀리 평범하였다. 그럼에 불구하고, 우드는 2개의 시즌 (1918년과 1922년)에 타점에서 아메리칸 리그 톱 10에 끝내고, 1918년 또한 2루타, 홈런, 타구 평균 등에서 톱 10에 끝내기도 하였다. 우드는 7번 더 투구하였으나 구원에서 한 경기를 제외한 전부에서 아무 경기를 우승하지 않고, 1개를 패하였다. 그는 또한 1920년 월드 시리즈에서 4개의 경기에 나오기도 하였다.
우드는 117 승 57 패의 투구 기록과 함께 1922년 시즌 후에 자신의 메이저 리그 경력을 끝내고 2.03의 방어율을 가졌다. 그의 일생 타구 평균은 .283 점이었다. 인디언스와 자신의 최종 시즌에 그는 150개와 함께 시즌을 위하여 최고 안타 총수를 가졌고, 92개와 함께 타점을 위하여 개인 기록을 세우기도 하였다.

## 후반의 생애
우드는 예일 대학교에 총감독이 되러 가 20개의 시즌에 283 승 228 패 1 무의 경력 감독 기록을 수집하였다. 예일 대학교에 있는 동안 그는 1944년 잠시 레드삭스를 위하여 투구를 한 그의 아들 조의 코치를 맡았다.
수십년의 세월 후, 1981년 우드는 훗날의 메이저 리그 선수들(또한 동료 선수) 론 달링과 프랭크 비올라가 나온 예일과 세인트 존스 대학교 간의 역사적 투수의 결투에 출석하였다. 달링은 예일을 위하여 11개의 무안타 이닝을 던져 세인트 존스를 위하여 비올라의 11개의 완봉 이닝들에 의하여 붙어졌다. 노점에 서있던 우드는 타이 코브를 다시 불러 "내 시기의 많은 동료 선수들이 그들이 해야 할 때 배트에 짧아져 그것이 세인트 존스의 소년들이 이 좋은 투수를 상대로 시도해야 할 것이다."라고 말하였다. 달링은 12번째 이닝에서 무안타와 경기를 패하였고, 우드는 그 일을 자신이 여태까지 본 최고의 야구 경기로 불렀다. 기사는 1982년 로저 앵겔의 책 〈Late Innings〉, 후에 명문집 〈Game Time:A Baseball Companion〉에 기록되었다.
1981년 로런스 리터와 도널드 호니그는 그들의 책 〈The 100 Greatest Baseball Players of All Time〉에 그를 포함하였다.
1984년 우드는 자신의 추억적인 시즌 후 72년 만에 펜웨이 파크에서 열린 고참자의 날에 지속적인 대갈채를 받았다. 94세의 나이로 그는 보스턴이 그를 "스모키"로 기억한 것에 행복하였다.
1985년 7월 27일 코네티컷주 웨스트헤이븐에서 사망하였다. 그는 펜실베이니아주 쇼홀라 타운십에 안장되었다. 1995년 그는 보스턴 레드삭스 명예의 전당으로 선발되었다. 2005년 8월 27일 미국 야구 연구 사회의 코네티컷주 지점은 자신들의 이름을 코네티컷주 스모키 조 우드 SABR 센터로 이름지었다.
2013년 제럴드 C. 우드의 전기 〈Smoky Joe Wood:The Biography of a Baseball Legend〉가 네브래스카 대학교의 언론계에 의하여 출판되었다.